# Forquilhinha
Forquilhinha é um município brasileiro do estado de Santa Catarina. Localizado na Mesorregião do Sul Catarinense e na Região Metropolitana Carbonífera. Sua população era estimada em 31.431 habitantes conforme dados do IBGE de 2022.
Devido a colonização por descendentes de alemães que o município recebeu ao longo do século XX, atualmente Forquilhinha é conhecida como "A cidade mais alemã do Sul de Santa Catarina".

## História
Colonizada por imigrantes germânicos vindos de Mosela, na Alemanha, chegaram no porto do Desterro, hoje Florianópolis. Por volta de 1870, os filhos destes imigrantes deixaram suas moradias no rio Cubatão e fixaram residência na região de São Martinho. Nos últimos anos do século XIX, informados de que as terras da planície do Araranguá eram férteis, um grupo de homens da região do Rio Capivari resolveu conhecer estas terras. Neste grupo encontravam-se, João José Back, Henrique Berkenbrock, Germano Berkenbrock, Germano Boeing e Felipe Arns. Chegaram a região do rio Mãe Luzia, hoje Forquilhinha através de picadas em meio aos capoeirais. Os habitantes faziam roças apenas para suprir suas necessidades, pois não havia como comercializar suas produções. A caça e a pesca também eram fontes de alimentação.
Em 1912, chegava, recém casado, Gabriel Arns e, no ano seguinte, novas famílias provenientes de Capivari, Geraldo Westrup e João José Back, com seus filhos Geraldo e Adolfo, aqui vieram se fixar, passando a comprar as terras dos antigos moradores. Geraldo Westrup comprou um terreno do italiano Batista Scarduelli, onde se havia instalado uma capela, que continuou a ser frequentada pelos colonos das redondezas. Gabriel Arns demonstrou liderança, quando, de comum acordo com os demais colonos, deu início aos projetos de construção de uma escola e uma igreja para a comunidade de Forquilhinha.
A escola foi concluída em 1915. O professor era Jacob Arns. Entre 1915 e 1917 chegavam em Forquilhinha as famílias de Davi e Joaquim Junkes, Bernardo, Antônio e José Eyng, Nicolau e João Preis, Eduardo e Francisco Hoepers, Jorge Steiner, entre outros. Em 1919, iniciou-se a construção da Igreja, obra terminada em 1920. No ano de 1935, chegam as Irmãs Escolares de Nossa Senhora, para trabalhar na escola que mais tarde funcionava também como internato.
Forquilhinha foi crescendo graças ao trabalho das famílias de origem germânica, italiana, portuguesa, japonesa, polonesa, até transformar-se em distrito da cidade de Criciúma em 1959. Em 26 de abril de 1989, foi criado o município de Forquilhinha, e em 1 de janeiro de 1990, foi instalado solenemente o município.  

### Famílias Germânicas Pioneiras[8]
Ao longo da primeira metade do século XX, o território de Forquilhinha abrigou inúmeras famílias de descendentes de pioneiros alemães que chegaram ao estado de Santa Catarina. Dentre as famílias que podem ser mencionadas, encontram-se: Philipp Arns e Ana Hülse, José Arns e Elisabeth Eyng; Gabriel Backes e Apolônia Arns, João Backes e Alvina Westrup; João José Back e Isabela Westrup; Ernesto Beckhaüser e Helena Hoepers; Antônio Berkenbrok e Carolina Steiner; Ludwig Boeing e Maria Sehnem; Fernando Borget e Maria Kemper; Bernardo Francisco Eyng e Gertrud Warmling, Josef Eyng e Juliana Hoepers, Anton Eyng e Anna Hoepers; Antônio Fritzen e Otília Cândida; Antônio Henrique Heerdt e Clara Hoepers; Francisco Hobold e Ana Arns, Afonso Hobold e Edite Boeing; Theodoro Horr e Angelina Preis, João Horr e Carolina Arns; João Henrique Hoepers e Catarina Arns; Joaquim Junkes e Paula Borget, Humberto Junkes e Ernestina Westrup, David Junkes e Hedwiges Borget; Germano Kammer e Maria Preis; Germano Kestering e Elisabeth Schlickmann, Antônio Kestering e Gertrud Oenning; Carlos Külkamp e Adelaide Westrup; João Kurtz Filho e Helena Eyng; João Francisco Loch e Elisabeth Pickler; Fridolino Michels e Anna Semmler, Rodolfo Michels e Verônica Arns; Dionísio Nuernberg e Laura Steiner, Augusto Nuernberg e Apolônia Back; Nicolau Preis e Amália Arns, João Preis e Maria Hoepers; Jorge Steiner e Maria Michels, Francisco Steiner e Emília Mazon, Andreas Joseph Steiner e Gertrud Eyng; Adolfo Tiscoski e Alvina Sauer; Bernardo Wamrling e Anna Kestering; Geraldo Westrup e Amália Back, Gabriel Westrup e Catarina Rech; Augusto Ricken e Lúcia Hoepers, Bernardo Ricken e Elisabeth May; Manoel Schneider e Maria Fritzen; José Sehnem e Carolina Hoepers.
Obviamente, com o transcorrer dos anos, outras famílias para Forquilhinha se mudaram, bem como descendentes de luso-brasileiros, italianos, poloneses e afrodescendentes.

## Economia
A economia de Forquilhinha é baseada na extração de carvão, indústria metal-mecânica, agroindústria, agricultura, comércio, indústria de produtos alimentícios, indústrias químicas, metalúrgicas, indústrias de vestuário, calçados e artefatos de tecidos. Forquilhinha é o maior produtor de arroz da Região Sul do Brasil, com destaque também para a criação de peixes em granjas de arroz. A agricultura é altamente mecanizada com terrenos de alta produtividade. Na agroindústria, a JBS abate em média 150 mil frangos por dia. O setor metalúrgico vem ganhando espaço, com dezesseis indústrias de pequeno e médio porte em funcionamento.
Nos anos de 1970, onze mineradoras atuavam na extração mineral de carvão na região carbonífera, todas pertencentes a empresários da região sul catarinense. No auge da produção extrativa do carvão, as indústrias carboníferas empregavam mais de 12 mil trabalhadores. Na virada do século XXI eram próximo a 5 mil trabalhadores. Especificamente no distrito e depois no município de Forquilhinha, atuaram as empresas Carbonífera Criciúma, Cooperminas e Mineração Caravággio.

## Política
A Política de Forquilhinha é reconhecida como tendo eleições acirradas, decididas com pouca diferença de votos entre os candidatos a Prefeito e com alto índice de renovação na Câmara de Vereadores em cada eleição.
Após a Emancipação Forquilhinha teve como Prefeitos: Prefeito Vanderlei Luiz Ricken (PMDB) e vice-prefeito Nelson Da Soler (PMDB) - 01 de Janeiro de 1990 a 31 de Dezembro de 1992; Prefeito Nelson Da Soler (PMDB) e vice-prefeito Valberto Arns (PMDB) - 01 de Janeiro de 1993 a 31 de Dezembro de 1996; Prefeito Vanderlei Luiz Ricken (PDT) e vice-prefeito Paulo Hoepers (PPB) de 01 de Janeiro de 1997 a 31 de Dezembro de 2000; Prefeito Paulo Hoepers (PPB) e vice-prefeito Valberto Arns (PMDB) - de 01 de Janeiro de 2001 a 31 de Dezembro de 2004; Prefeito Paulo Hoepers (PP) e vice-prefeito José Cláudio Gonçalves (PFL) - de 01 de Janeiro de 2005 a 31 de Dezembro de 2008; Prefeito Vanderlei Alexandre (PP) e vice-prefeito Félix Hobold (PT) - de 01 de Janeiro de 2009 a 31 de Dezembro de 2012; Prefeito Vanderlei Alexandre (PP) e vice-prefeito José Ricardo Junkes (PP) - de 01 de Janeiro de 2013 a 31 de Dezembro de 2016; Prefeito Dimas Kammer (PP) e vice-prefeito Félix Hobold (PT) - de 01 de Janeiro de 2017 a 31 de Dezembro de 2019; Prefeito José Cláudio Gonçalves (PSD) e vice-prefeito Valcir Antonio Matias (PDT) - de 01 de Janeiro de 2020 a 2024. No pleito de 2024, ficaram eleitos para o mandato de 2025 a 2029, José Cláudio Gonçalves (PSD) e vice-prefeito Érico D'Amorim (PSD).
Já a atual composição da Câmara de Vereadores conta com os nomes Edio D'Amorim (PSD), Cristian Novack (PSD), Felipe Dordete (PP), Ivone Minatto (PSD), Grasi Cravo (UNIÃO), Claudio Eyng (PSDB), Laísa Figueredo (PSDB), Célio Elias (PT) e José Nardi (PSD). Convém mencionar que a vereadora Ivone Minatto foi a primeira mulher eleita para a vereança no município, tendo exercido o primeiro mandado entre 2001 a 2004. Já a vereadora Marilda Casagrande foi a segunda mulher eleita, exercendo o pleito de 2020 a 2024.

## Geografia
Está situada às margens do Rio Mãe Luzia, na planície sul do Estado de Santa Catarina, na região da Associação dos Municípios da Região Carbonífera (AMREC), a 212 quilômetros da capital, Florianópolis. Faz divisa ao norte com os municípios de Nova Veneza e Criciúma, ao sul com Maracajá, ao leste novamente com Criciúma e ao oeste com Meleiro. É em Forquilhinha que se encontra o Aeroporto Diomício Freitas, que movimentou 69.824 passageiros em 2013.

Localiza-se a uma latitude 28º44'51" sul e a uma longitude 49º28'20" oeste, estando a uma altitude de 42 metros.

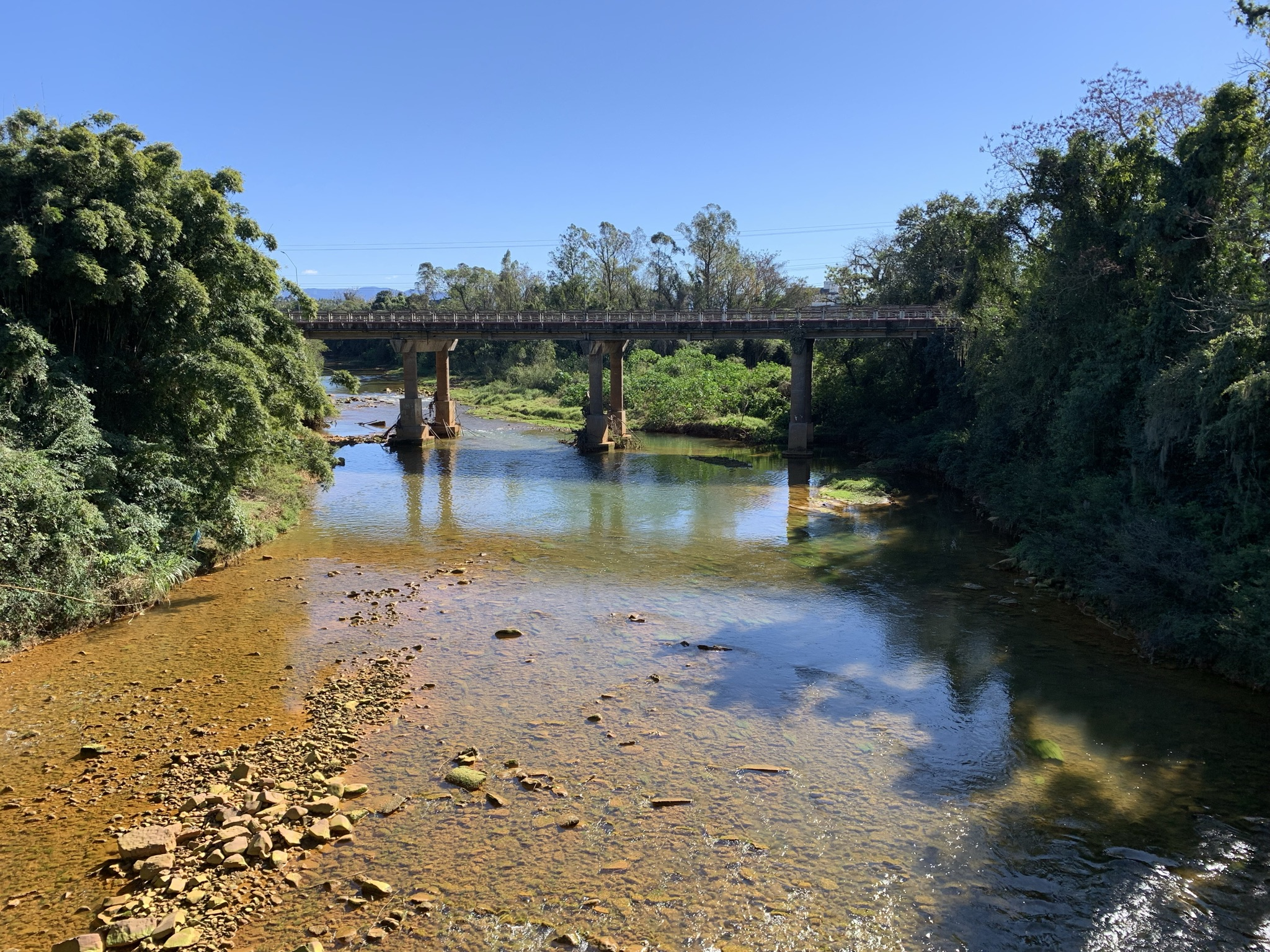
Rio Mãe Luzia. Ao fundo, Ponte Gabriel Arns

Atualmente possui os seguintes bairros: Centro, Santa Ana, Santa Isabel, Santa Terezinha, Faxinal, Santa Rosa, Santa Cruz, Santa Libera, São Pedro, São Jorge, São Gabriel, Passo de São Roque, Taquara, Barra Da Sanga, Sanga do Café, Sanga Do Engenho, Sanga Do Coqueiro, Linha Eyng, Linha Westrup, Linha São José, Clarissas, Vila Lourdes, Vila Franca, Vila Franca, Vila Feltrin, Cidade Alta, Ouro Negro, Nova York e Saturno.

### Vias urbanas
Forquilhinha possui quatro principais vias, sendo a mais relevante delas a Avenida 25 de Julho, que atravessa o centro do município e concentra os principais pontos de comércio e prédios da administração pública. A história da avenida está profundamente ligada ao desenvolvimento da cidade, com um destaque especial para o trabalho de Apolinário Tiscoski, superintendente distrital na época em que Forquilhinha ainda fazia parte de Criciúma. Tiscoski foi responsável por idealizar a Praça dos Imigrantes Alemães, espaço que homenageia os colonizadores e marca a forte presença da cultura alemã na cidade. Além disso, ele urbanizou a Avenida 25 de Julho, uma via de grande significado histórico, pois faz referência à data comemorativa da colonização alemã no Brasil, reforçando o legado dos imigrantes e o vínculo da cidade com suas raízes.
A segunda via de grande importância em Forquilhinha é a Rodovia Gabriel Arns, identificada como SC-108. Uma das maiores ruas do município, essa rodovia conecta Forquilhinha a Criciúma, atravessando seis bairros ao longo de seu trajeto. Seu nome homenageia Gabriel Arns, um dos primeiros colonizadores que participaram do projeto de fundação da colônia de Forquilhinha. A rodovia desempenha papel fundamental tanto na mobilidade quanto no desenvolvimento da cidade, facilitando o acesso e promovendo a integração entre os bairros e as cidades vizinhas, fortalecendo a região como um todo.
Há ainda a Rodovia Jacob Westrup, identificada como SC-446, que liga o centro de Forquilhinha ao município de Maracajá, ao sul. A estrada, com 8,25 quilômetros de extensão, percorre áreas urbanas e rurais, e sua pavimentação foi uma conquista aguardada pela comunidade local por mais de 30 anos. Inaugurada em 2019 pelo então governador Carlos Moisés, a obra asfáltica é essencial para o escoamento da produção agrícola da região, especialmente do arroz, cultivo que posiciona Forquilhinha como um dos destaques nacionais nesse setor. Do mesmo modo, a estrada liga o município a BR-101.
A última grande rodovia de destaque é a Rodovia Antônio Valmor Canela, que dá continuidade à SC-108 após o cruzamento do rio Mãe Luzia. A rodovia percorre dois bairros densamente povoados de Forquilhinha e segue em direção ao município de Meleiro, facilitando o trânsito e promovendo a integração entre as cidades da região.

### Origem do nome
Um encontro de dois rios, São Bento e Mãe Luzia por formarem uma forca, fez nascer na mente da população a ideia do nome do local. A palavra primitiva é forca e forquilha, o diminutivo. Havia e há ainda hoje, na afluência do rio Mãe Luzia no rio Araranguá, uma localidade denominada Forquilha e, como no território de Forquilhinha, aflui o rio São Bento no rio Mãe Luzia, passaram o diminutivo forquilha para mais um diminutivo, que resultou em Forquilhinha.

## Clima
Clima e Temperatura de acordo com a Classificação climática de Köppen-Geiger é caracterizado como subtropical úmido, apresentando estações bem definidas, com inverno frio e verão quentes, ocorrendo geada e granizo ocasionais.

## Ordens Religiosas
Ao longo dos anos, Forquilhinha acolheu quatro ordens religiosas que muito se empenharam em auxiliar no desenvolvimento da coletividade.

### Irmãs Escolares de Nossa Senhora[26]

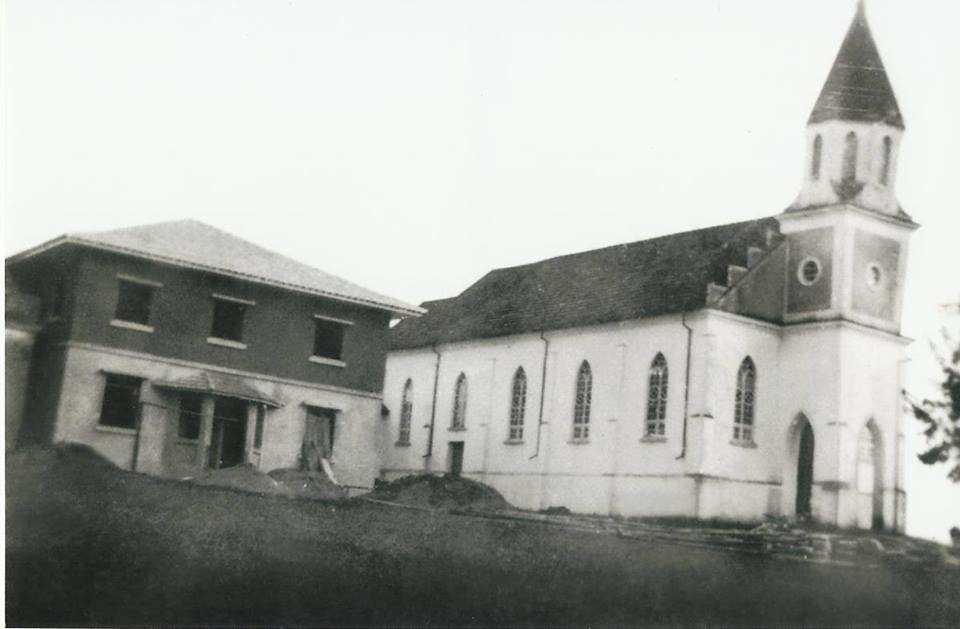
Primeira capela de Forquilhinha. Ao lado do templo, o prédio da primeira escola

Em 1935, no dia 12 de outubro, chegaram as primeiras cinco irmãs da ordem das Pobres Irmãs Escolares, oriundas da Alemanha Oriental, dos arredores de Breslau (hoje, Polônia). As Irmãs, desde a sua chegada, logo tomaram parte na escola, mas não só na educação, porém, em todos os assuntos de ordem espiritual e corporal em benefício do desenvolvimento da comunidade.
Por cinco anos ficaram ocupando a casa de Adolfo Back. Parte do terreno doado à escola e à igreja por João José Back foi cedida e escriturada para as Irmãs. Ali, desde os primeiros tempos, providenciaram a construção do Colégio que, em 1940, ficou pronto, e as Irmãs desde então lá residem. Seguiram-se outras construções, como um prédio para a capela mais ampla para o noviciado. Também, nos primeiros anos, antes de 1939, a Ordem teve um apreciável reforço de Irmãs que seguiram da Alemanha para o Brasil, com destino à  colônia. Entre elas as Irmãs Norberta, Hilda, Teófora, Achiléia,Orthilde, Gonçalva, Rafaela, Beredina e Frumênica.

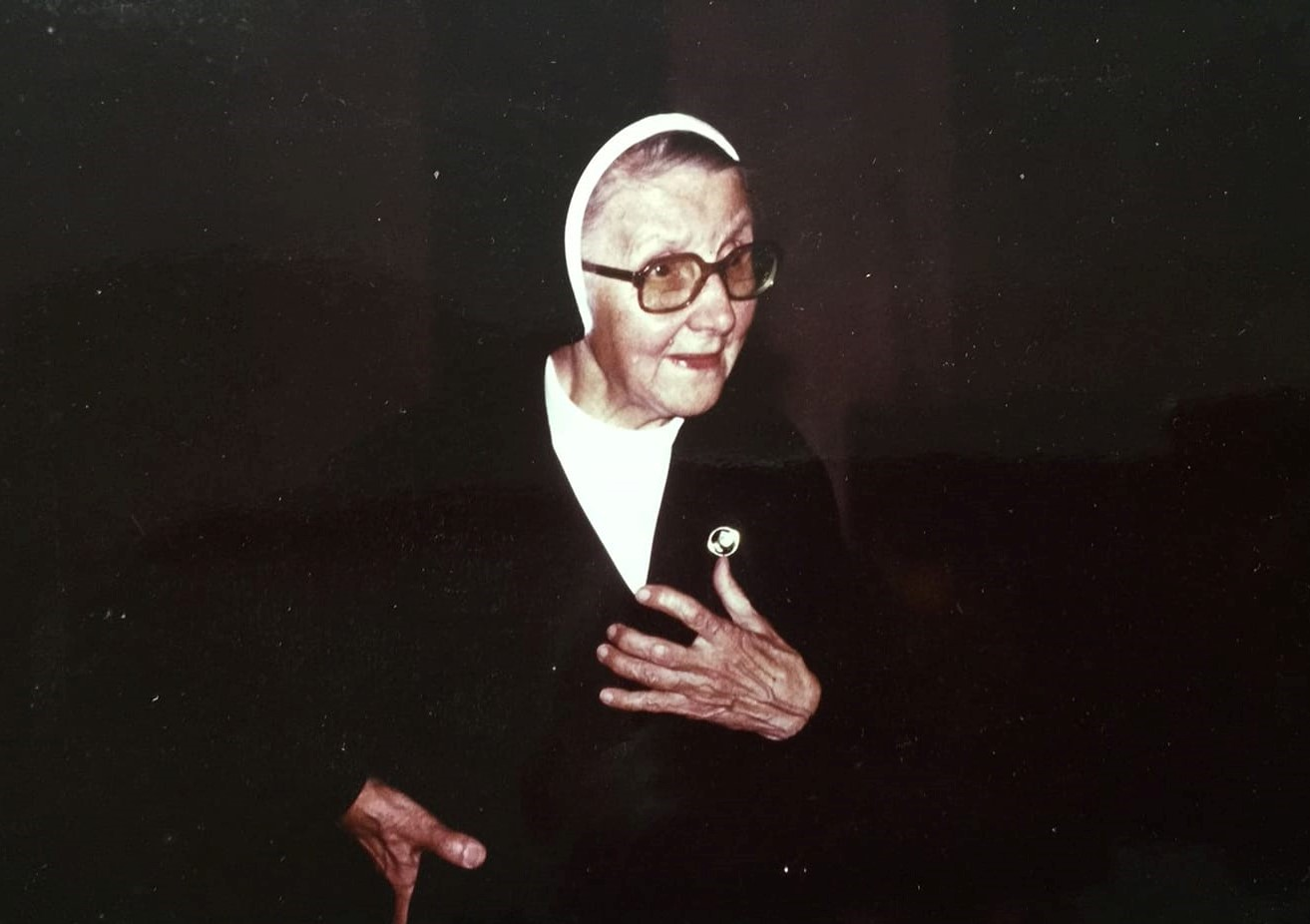
Irmã Maria Norberta Ogniewski veio da Alemanha para Forquilhinha em meados dos anos de 1930, sendo referência no campo educacional local

### Irmãs Clarissas[27]
Poucos são os mosteiros das Clarissas no Brasil. Como o mosteiro da Guanabara, fundado em 1920 por Irmãs oriundas da Alemanha, totalmente ocupado, havia necessidade de expandirem-se. D. Anselmo Pietrulla, Bispo da Diocese de Tubarão, quando ainda Bispo da diocese de Campina Grande na Paraíba, tinha naquela diocese também um mosteiro das Clarissas. Dirigindo-se a D. Anselmo, a abadessa do Rio de Janeiro, pedira-lhe a fundação de um mosteiro das Clarissas em sua diocese. Este pedido foi aceito por D. Anselmo e destinado à paróquia de Forquilhinha.
A Prefeitura de Criciúma adquiriu uma pequena área de terra de Leonardo Steiner, não muito distante da igreja matriz. O Prefeito, Arlindo Junkes, filho de Forquilhinha, de imediato doou o terreno para o fim a que se destinava. Sob a direção do Vigário de Forquilhinha, Frei Rodrigo Vilbois, com a colaboração do povo, obedecendo a uma planta à disposição, começaram a construção de parte do mosteiro, ficando uma segunda ala, prevista na planta, para o futuro, quando se tornar necessário. Para o início dos trabalhos, o trator da Prefeitura fez a terraplenagem. Antes mesmo de esta construção estar pronta, no dia 22 de outubro de 1964, chegaram as Clarissas em número de oito Irmãs, viajando de avião, vindas do mosteiro da Gávea. Foram abrigadas por poucos dias no bairro Vila Lourdes, transferindo em seguida a sua parada provisória para uma casa próxima ao mosteiro em construção.
Já no dia 21 de junho de 1965, as Irmãs Clarissas puderam transmigrar em procissão solene, com grande acompanhamento, para a nova e definitiva residência. Por motivo de doença, duas das Irmãs foram embora para o mosteiro em Porto Alegre, permanecendo apenas seis irmãs no mosteiro.

### Franciscanos
Em 11 de Dezembro de 1940, foi criado a Paróquia de Forquilhinha, desmembrada das paróquias de Nova Veneza, Criciúma e Araranguá, tendo como primeiro Vigário Frei Marcelo Baumeister, e entregue à Ordem dos Franciscanos. Depois de 81 anos de presença dos frades da Província Franciscana da Imaculada Conceição, a Paróquia Sagrado Coração de Jesus foi entregue à Diocese de Criciúma.

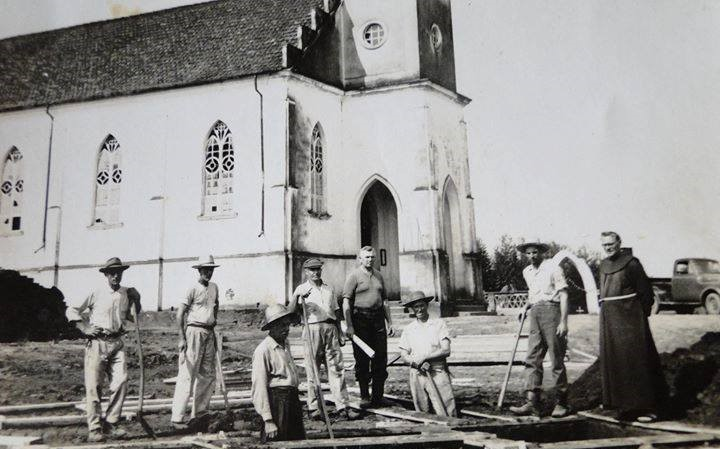
Lançamento da pedra fundamental da segunda igreja do núcleo dos alemães em Forquilhinha

### Diocesanos
Com a saída da Ordem dos Franciscanos, Forquilhinha passou a ser atendida pela Ordem dos Diocesanos. Os primeiros frades que chegaram a comunidade foram Padre Pedro Paulo Custódio, antes religioso do instituto Filhos do Amor Misericordioso, agora incardinado na Diocese de Criciúma. Com ele, vieram os padres Jiovani Manique Barreto e Samuel Colombo Pirola, antes vigários na Paróquia Nossa Senhora da Conceição, em Urussanga.

## Festividades

### Heimatfest - A Festa das Origens[31]
A Heimatfest é uma das maiores festas do Sul de Santa Catarina e está inserida no calendário das festas de outubro do estado. O evento já ultrapassou os limites de Forquilhinha e hoje se constitui em uma das mais populares e maiores festas germânicas realizadas na região Sul de Santa Catarina. A Heimatfest resgata as origens dos colonizadores e os costumes trazidos por alemães, italianos, poloneses, portugueses, japoneses e afrodescendentes. Forquilhinha deu início a Heimatfest para que as tradições culturais, a gastronomia e o acervo histórico dos colonizadores responsáveis pela formação do município de Forquilhinha, fossem valorizados e preservados. Como os alemães foram os pioneiros, a cidade ganhou este título, e a festa recebeu o nome alemão, que já caracteriza o município. Desta forma, como acontece a cada dois anos, no mês de outubro, a população da cidade incorpora o sentido étnico e festivo para mostrar para todos os turistas e visitantes, suas etnias, seus costumes, gastronomia, enfim, a realidade do cotidiano das diversas famílias que contribuíram na construção Forquilhinha.

### Festa do Colono[32]
Forquilhinha se destaca como o maior produtor de arroz em área de Santa Catarina e também por outras culturas como soja, milho, pitaya, feijão, maracujá e além disso com as agroindústrias envolvendo a piscicultura, suinocultura e avicultura. Durante o evento são apresentadas inúmeras atrações, exposição de animais, equipamentos, tarde dançante da Terceira Idade, gastronomia diversificada, shows musicais regionais e nacionais, apresentações artísticas e culturais, jogos coloniais entre comunidades e famílias, venda de produtos naturais, venda de artesanato, e o auge da festa que são os desfiles de máquinas agrícolas no sábado e caminhões no domingo.

### Osterbaum[32]
Um dos símbolos que mais identifica a cultura alemã durante o período da Páscoa é a Osterbaum - “Árvore da Páscoa”. A Osterbaum trata-se de uma tradição de origem pagã e posteriormente incorporada às tradições das festas religiosas entre várias outras tradições praticadas na Alemanha, na qual, ornamenta-se com ovos coloridos uma árvore ou galho totalmente seco, dentro de casa, nos jardins e ambientes públicos. A tradição de pintar casquinhas e pendurar em árvores e galhos é mantida na Alemanha e regiões habitadas pelos descendentes, inclusive em Forquilhinha onde se encontram famílias que ainda preservam esta tradição. Durante as semanas que antecedem a Páscoa, Forquilhinha fica totalmente ornamentada com várias Árvores da Páscoa, praças, escolas, comércio, casas e demais espaços públicos, e principalmente na Praça dos Imigrantes Alemães onde é montada a grande Osterbaum com mais de 15 mil ovinhos coloridos sendo a maior atração.

### Stammtisch[33]
O evento Stammtisch faz parte da cultura alemã e é um momento para encontrar os amigos. Literalmente, significa "encontro dos amigos em torno de uma mesa", esta festividade tem origens em cidades da Alemanha, onde grupos de amigos, famílias, confrarias, clubes, associações se reúnem com frequência, fazendo uma festa na rua, em espaço público. Cada grupo prepara sua própria comida e bebida e cada participante tem seu lugar reservado, cativo em torno de uma mesa para encontrar os amigos, conversar, comer, beber e se divertir numa grande confraternização entre os grupos. Em diversas cidades do Brasil, este evento já faz parte do calendário de festividades dos municípios, e Forquilhinha incluiu este evento no calendário anual de atividades culturais. É realizado no mês de outubro, sendo os encontros dos grupos na Praça dos Imigrantes Alemães.

### Frühlingsfest (Comemoração extinta)[34]
Nos primeiros anos após a emancipação político-administrativa de Forquilhinha, o Poder Público Municipal deu inicio a uma nova festividade, chamada Frühlingsfest - "A Festa das Flores".  Foram realizadas apenas três edições, estas que ocorreram nos anos de 1991, 1998 e 1999. Posteriormente a Frühlingsfest foi reorganizada e reestruturada, dando origem a Heimatfest.

## Futebol
O município de Forquilhinha conta com um time futebolístico fundado ainda na época que a comunidade era distrito de Criciúma. Liderados por Fidélis Back, desportistas da comunidade passaram a reunir-se com frequência nos primeiros meses daquele ano de 1949, no segundo piso da alfaiataria de Ricardo Steiner, no centro forquilhinhense. Ainda na data de 12 de março daquele ano, com uma proposta de estatuto aprovada, foi lavrada a ata de fundação do Ideal Esporte Clube, com a assinatura dos seguintes sócios fundadores: Alfredo Arns, Aloísio Eyng, Aloísio Hoepers, Antônio Westrup, Apolinário Tiscoski, Augustinho Kurtz, Bruno Back, Dionísio Nuernberg, Fidélis Back, Fridolino Steiner, Gabriel Steiner, Guido Steiner, José Back, José Luciano da Silva, Júlio Alexandre Michels, Matheus Eyng, Max José Arns, Max Steiner, Pedro Steiner e Ricardo Arns.
Todas as famílias da comunidade foram convidadas a aderir ao projeto, e a resposta foi altamente positiva. Alguns dias depois, já com um número expressivo de sócios, foi eleita a primeira diretoria. Da sede provisória, o Ideal transferiu-se para o 2º piso da Sociedade União Colonial S.A., com instalações apropriadas para a organização de eventos sociais. Nos primeiros anos de vida como entidade, não foi possível ao Ideal acumular um patrimônio material. O mais importante era valorizar o espírito comunitário, consolidar-se como entidade esportiva, social e cultural. No dia 10 de maio de 1960, a diretoria do Ideal Esporte Clube, à época presidida por Dionísio Nuernberg, apresentava um relatório para a Assembleia Geral. Nele constava que o clube possuía 111 sócios e era comunicada a compra de um terreno de 14.000m² para construção do novo campo de futebol e, ainda, a compra de 3 lotes urbanos anexos a esta área.
Em outubro de 1967, o Ideal, presidido por Ary Osvaldo da Silveira, iniciou a construção de sua sede própria, contando com 648m² de área construída, em alvenaria, localizada na Avenida 25 de julho. Um marco relevante para a história do Ideal foi a inauguração do Ginásio de Esportes Professor Adolfo Back, em março de 1987. O projeto de construção contou com o apoio irrestrito dos associados, a participação do Governador Esperidião Amin e o suporte da Prefeitura Municipal de Criciúma. Na gestão 94/96, foi concebido um projeto arrojado para a construção do complexo aquático, social e esportivo. Previa-se a construção de piscina adulta e infantil, salão de festas, quiosques e quadras polivalentes, sauna, vestiário, prédio para recepção e administração.

## Educação
O município ainda não conta com instituições de ensino superior. Essa necessidade é suprida pela cidade vizinha de Criciúma. Contudo a rede educacional municipal é composta pelas E.E.B. Egídio de Bona, no bairro Santa Cruz;  E.E.B. Francisco Hoepers, no bairro Santa Isabel; E.E.B. Gabriel Serafim, no bairro Santa Líbera; E.E.B. Jakob Arns, no bairro Saturno; E.E.B. José Aléssio, no bairro Cidade Alta; E.E.B. Waldemar Casagrande, no bairro Ouro Negro. Além destas, existem diversas creches da rede municipal.
Com relação as instituições de ensino estadual, em Forquilhinha se fazem presentes a E.E.B. Natálio Vassoler, no bairro Vila Franca; E.E.B. Luiz Tramontin, no bairro Santa Isabel; E.E.B. Ângelo Izé, no bairro Sanga do Engenho; E.E.B. Aloysius Back, no bairro Vila Lourdes.
Forquilhinha também conta com uma escola particular, denominada Colégio Sagrada Família, pertencente a Congregação das Irmãs Escolares de Nossa Senhora. Localizada no bairro Centro, a instituição foi o primeiro educandário local, tendo sido inicialmente nomeada como "União Escolar de Forquilhinha", sob os cuidados dos professores Adolfo Back e Jacob Arns. O colégio, que havia sido fundado em meados de 1915, no ano de 1935 recebeu as primeiras religiosas vindas diretamente da Alemanha, as quais com o decorrer das décadas assumiram os trabalhos referentes a educação e, assim, permanecem até o presente momento.

## Turismo

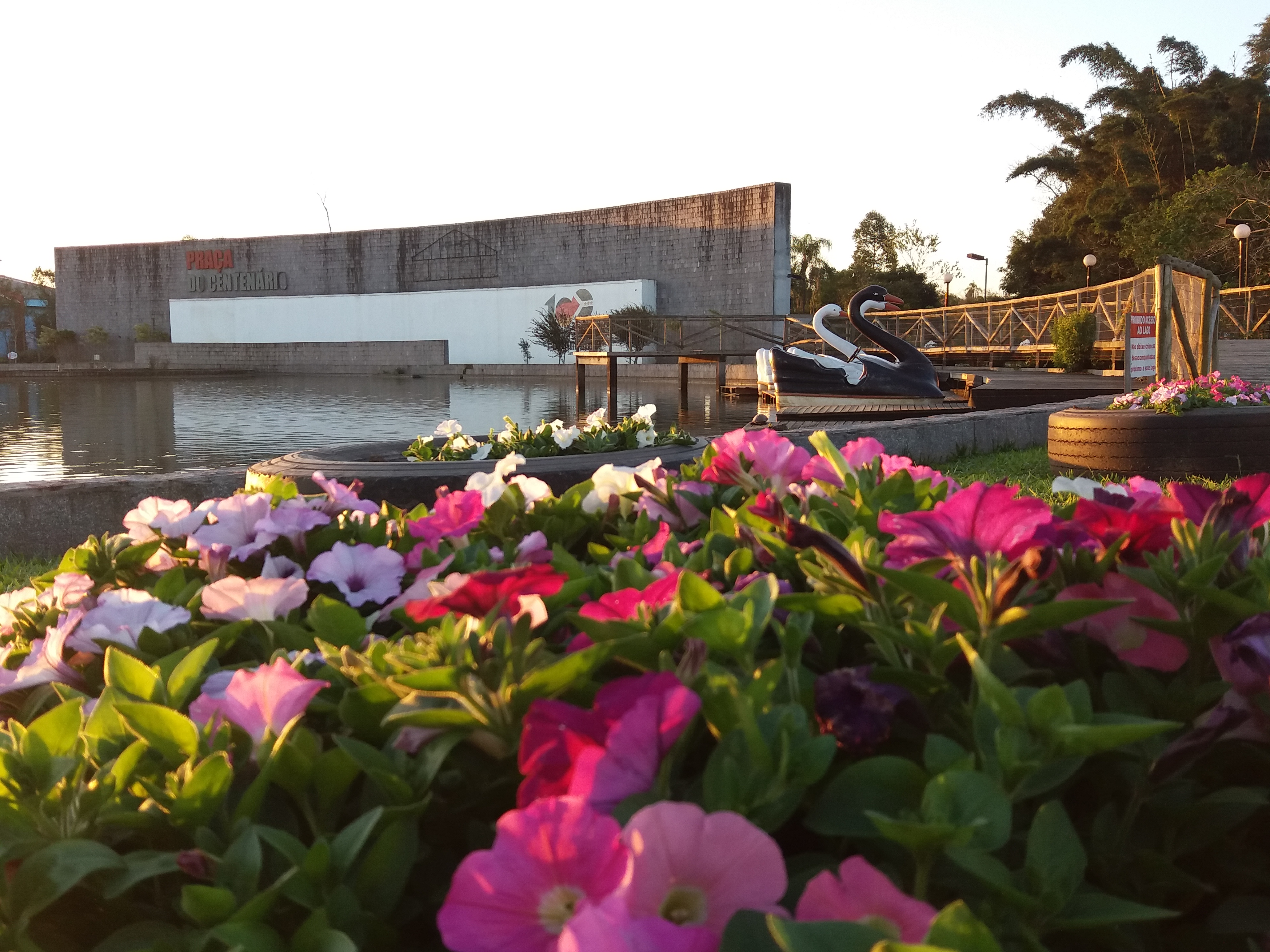
Praça do Centenário de Colonização Germânica anexo ao Parque Ecológico São Francisco de Assis

### Praça do Centenário de Colonização Germânica
Em comemoração ao centenário de colonização germânica, a administração municipal de Forquilhinha inaugurou em 2012, a Praça do Centenário. Pensada para humanizar ainda os espaços públicos e fica junto ao Parque Ecológico São Francisco de Assis. Possui um lago com deck de acesso com pedalinhos. Há caminhos no entorno do lago, estacionamento, iluminação, chafariz e academia popular.
A praça sustenta um mosaico em alusão ao Centenário, além de uma placa com homenagens para cada uma das 30 famílias germânicas pioneiras na colonização de Forquilhinha. As famílias homenageadas: Arns, Backes, Back, Beckhaüser, Berkenbrok, Boeing, Borget, Eyng, Fritzen, Heerdt, Hobold, Horr, Hoepers, Junkes, Kammer, Kestering, Külkamp, Kurtz, Loch, Michels, Nuernberg, Preis, Ricken, Schneider, Sehnem, Semmler, Steiner, Tiscoski, Warmiling e Westrup.

### Parque Ecológico São Francisco de Assis

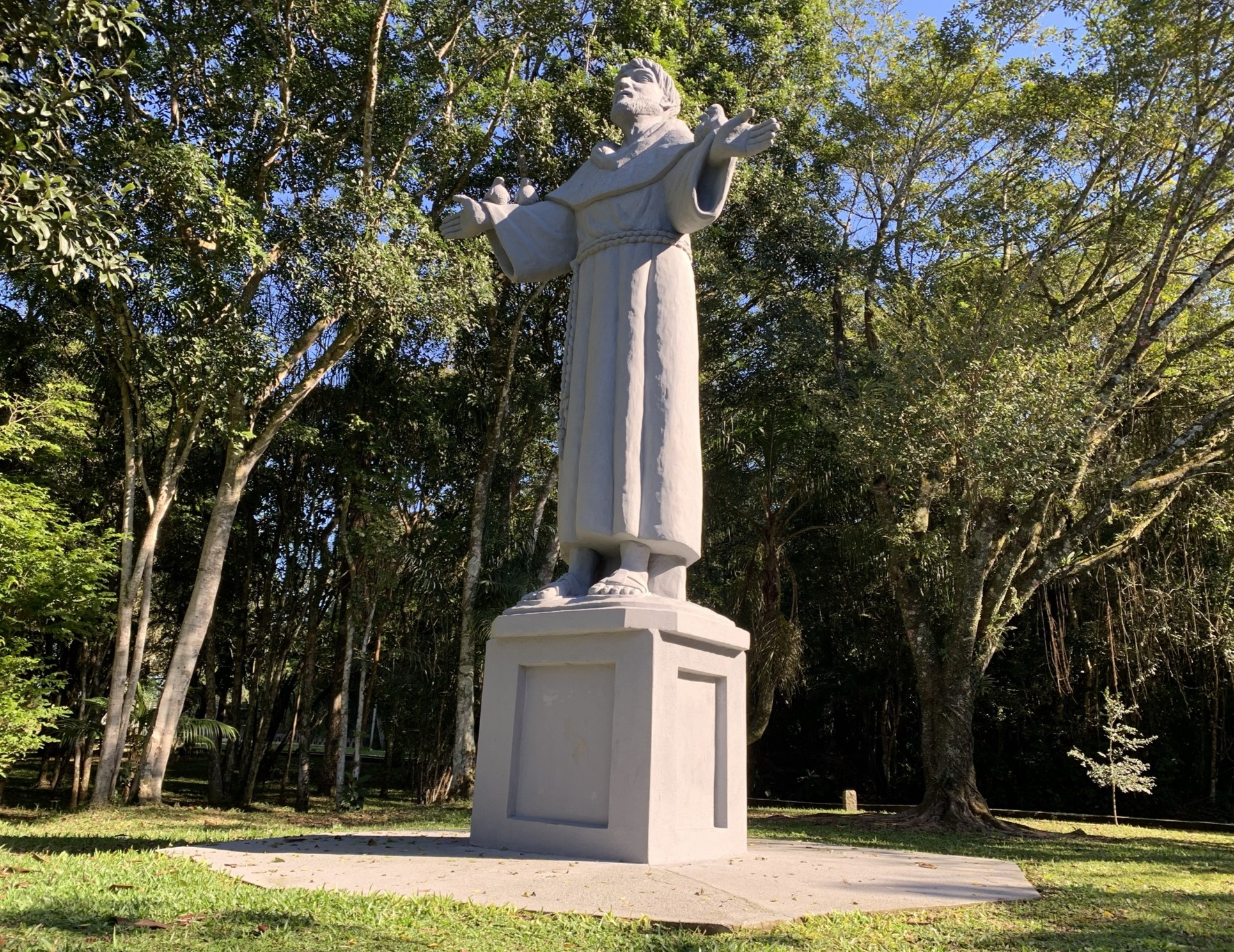
Estátua de São Francisco de Assis, no Horto Florestal.

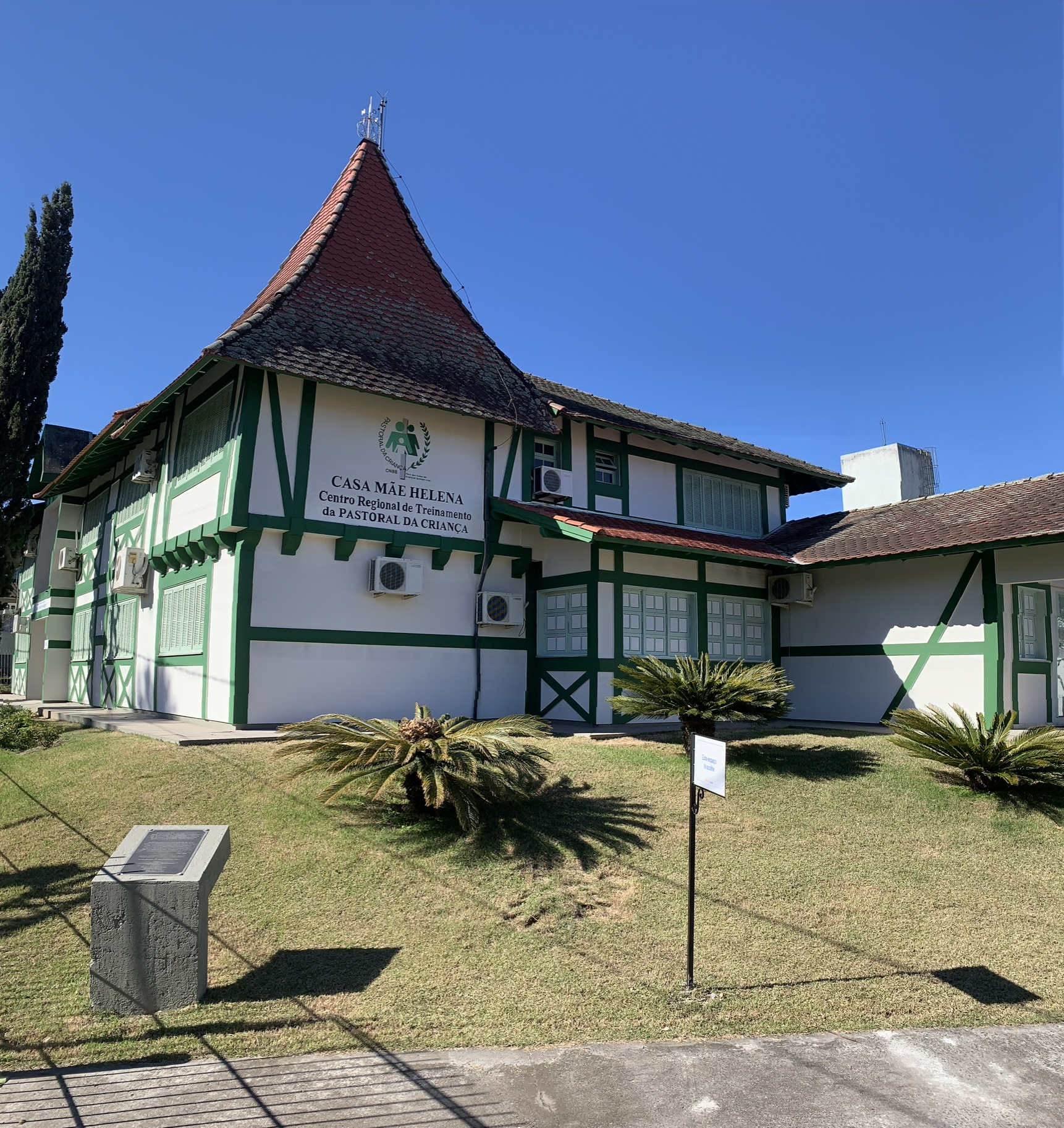
Casa Mãe Helena

A preservação ambiental é prioridade em Forquilhinha, que foi a primeira cidade a instalar um parque ecológico, graças a um convênio assinado com o Japão. O acordo permitiu a construção de uma estação para monitoramento das águas do Rio Mãe Luzia, que corta a Região Metropolitana Carbonífera. Ali são medidos o nível da água, a precipitação pluviométrica, o potencial de hidrogênio, o oxigênio dissolvido na água, a temperatura, a turbidez e outros itens. Com 80.000 m², o Parque Ecológico Municipal tem 5 ha totalmente cobertos por Mata Atlântica. No parque pode-se encontrar diversos atrativos entre eles: um horto florestal, área esportiva, lagos, quiosques com churrasqueira, trilhas ecológicas, a praça do centenário, o monumento a São Francisco de Assis com cerca de cinco metros de altura e o Restaurante Garten Haus com uma deliciosa gastronomia típica alemã. 

### Portal Norte de Forquilhinha
Com detalhes germânicos, o Pórtico de Entrada de Forquilhinha é considerado um dos mais bonitos da região. Fica localizado na Rodovia Gabriel Arns no acesso norte do município.

### Casa Mãe Helena, sede da Pastoral da Criança
A Casa Mãe Helena, Centro Regional de Treinamento da Pastoral da Criança em Forquilhinha, foi inaugurada no dia 17 de abril de 2004, com a presença de diversas autoridades, entre elas, a doutora Zilda Arns, fundadora da Pastoral da Criança. A Casa Mãe Helena recebeu este nome em homenagem a mãe da Dra. Zilda, que junto com a irmã Zélia doou parte do terreno para a construção da casa. A sede tem 1,3 mil metros quadrados, refeitório, auditório, salas de apoio, cozinha industrial e 11 apartamentos para hospedagem. O centro atende os 25 municípios que pertencem a Diocese de Criciúma, e foi o primeiro deste tipo em Santa Catarina.

### Museu Histórico Cultural Anton Eyng

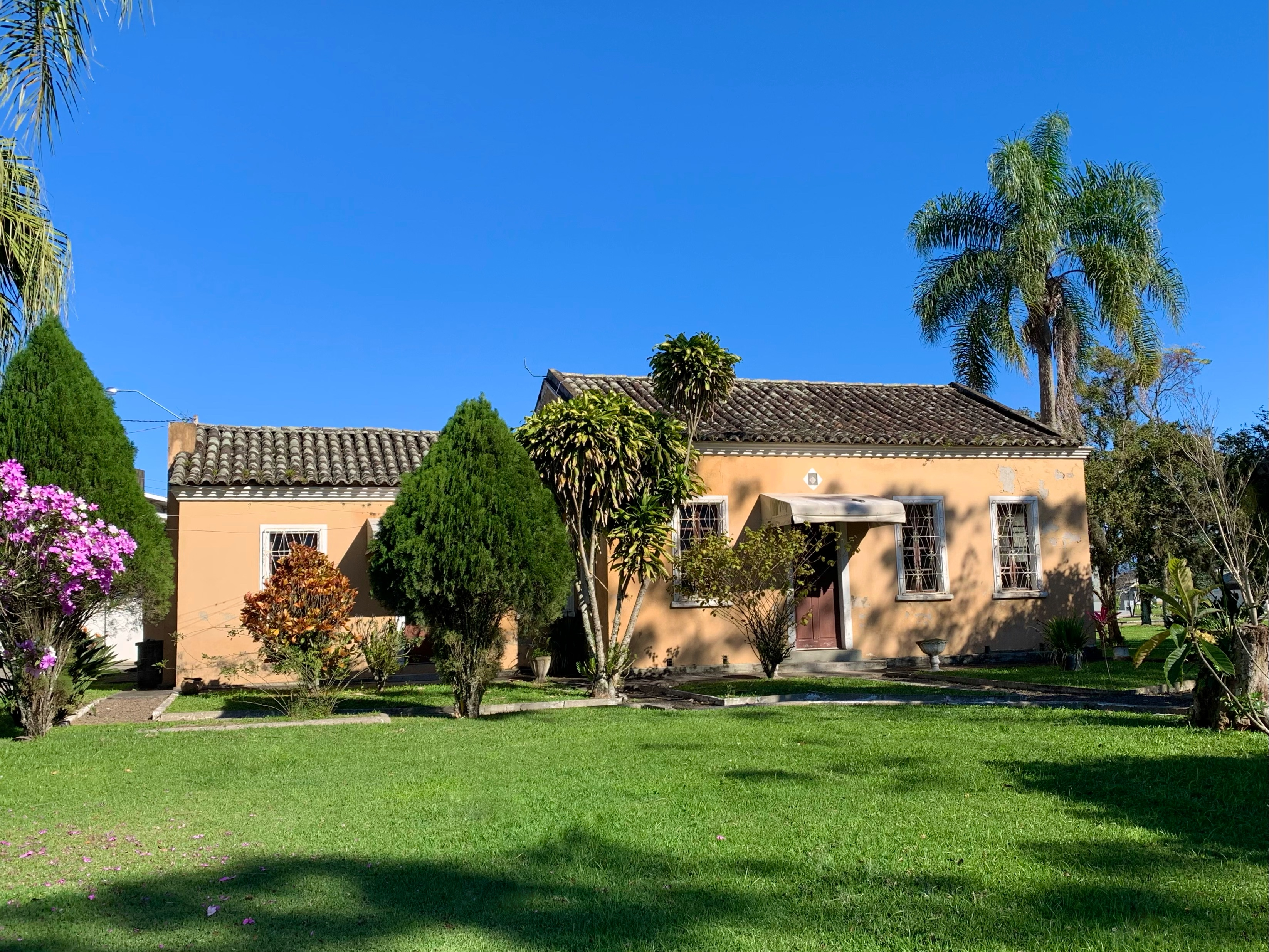
Museu Anton Eyng

O prédio que hoje abriga o Museu Anton Eyng é uma casa construída originalmente no ano de 1926 que foi moradia do Senhor Anton Eyng e sua esposa Anna Hoepers. O acervo foi formado a partir da coleta de peças iniciada em 1986, os objetos provinham de imigrantes alemães chegados na região de Braço do Norte e São Martinho e que posteriormente emigraram para Forquilhinha a partir de 1912.

### Praça dos Imigrantes Alemães
A principal praça do município foi instaurada na época em que o forquilhinhense Apolinário Tiscoski assumiu o posto de Intendente do Distrito, quando o território ainda pertencia à Criciúma. A Praça dos Imigrantes Alemães fica bem no centro de Forquilhinha. Toda arborizada e florida, o espaço conta com bancos de descanso, playground para as crianças e uma pequena casa que comercializa o trabalho dos artesãos locais, durante a semana. Em datas festivas, como a Páscoa e o Natal, a casinha se torna o lar do coelho e do Papai Noel. A praça é um ponto de encontro da cidade e também faz parte da rota turística de Forquilhinha. O espaço ganhou recentemente quiosques comerciais e ainda recebeu um novo mobiliário urbano, academia ao ar livre, playground com piso emborrachado e até uma casa exclusiva para o Papai Noel.

### Espaço Cultural - Artesanatos
Construído com traços germânicos, a estrutura serve para mostrar os trabalhos produzidos pelos artesãos do município. O Espaço Cultural foi inaugurado em novembro de 2010. O projeto foi idealizado pela equipe da Secretaria de Cultura, Esporte e Turismo de Forquilhinha, e a construção foi possível graças à ajuda de patrocinadores. O espaço serve a cultura em geral, já que Forquilhinha é um município rico em talentos e necessitava de um espaço para mostrar e valorizar este trabalho. No local também podem ser encontradas lembranças a venda do município de Forquilhinha. O projeto arquitetônico é da arquiteta Andrea Back Barbosa. O local é utilizado como um endereço fixo de oficinas artesanais, exposições culturais, e outros eventos ligados a cultura durante o ano todo.

### Paço Municipal 26 de Abril
O Paço Municipal 26 de Abril é uma edificação inspirada na arquitetura germânica da região de Schwarzwald, Alemanha, devido ao telhado que se projeta profundamente nos lados, sombreia as paredes do verão, e é apoiado pela coluna do cume. O tipo de construção é adaptado à particularidade da Floresta Negra: declive, caminhos largos, grande queda de neve e fortes cargas de vento. O Paço Municipal encanta a todos devido sua arquitetura germânica e as flores presentes que o torna um maravilhoso atrativo turístico.

### Caminho Turístico HeimatWeg
O município de Forquilhinha iniciou no ano de 2022 a construção da Rota Turística denominada como HeitmatWeg, o Caminho de Casa, traduzido para o português. O projeto, considerado como divisor de águas para o turismo do sul-catarinense, foi dividido em etapas. Até o presente momento, estão finalizadas: Etapa I, que contempla o trecho entre a Rua Gabriel Eyng até a Avenida 25 de Julho, tendo ocorrido a revitalização da Praça dos Colonizadores, onde se encontra o Monumento do Desbravador, além da construção de uma ciclovia, o estacionamento e a acessibilidade, além da reforma da Passarela das Origens e a construção de um mirante com vista para o Rio Mãe Luzia; Etapa II, com a construção do estacionamento próximo ao Colégio Sagrada Família e uma rótula em frente a unidade de ensino, a continuação da ciclovia, o prolongamento da rua Theodoro Horr e um estacionamento em frente ao Parque Ecológico São Francisco de Assis. A etapa compreende o trecho entre a Rua Theodoro Horr até a Avenida Professor Eurico Back, no bairro Centro. A Etapa III, consiste na construção de uma Rua Coberta com estrutura metálica e tesouras de madeira sobre a Rua João José Back, além de sua pavimentação com paver e iluminação e instalação elétrica subterrânea e novo mobiliário urbano e paisagístico. Outros trechos ainda se encontram em processo de finalização.

## Transporte
- Transporte Coletivo Municipal, possui sistema de transporte municipal (não integrado), sem terminal, operado pela Transportes Coletivos São Marcos Ltda., pertencente a Expresso Coletivo Forquilhinha.
- Transporte Coletivo Intermunicipal, a cidade ainda não possui Terminal Rodoviário. As empresas que operam atualmente são: Expresso Coletivo Forquilhinha, Empresa União de Transportes Ltda.
- Aeroporto Diomício Freitas, atualmente administrado pela Controle de espaço Aéreo, Aeroportos e capacitação Ltda. (INFRACEA).

Há projetos de instalação de um porto seco na divisa com o município de Criciúma. Além disso, há pequenas estradas de ferro em bairros de considerável exploração de carvão mineral.

## Forquilhinhenses Ilustres

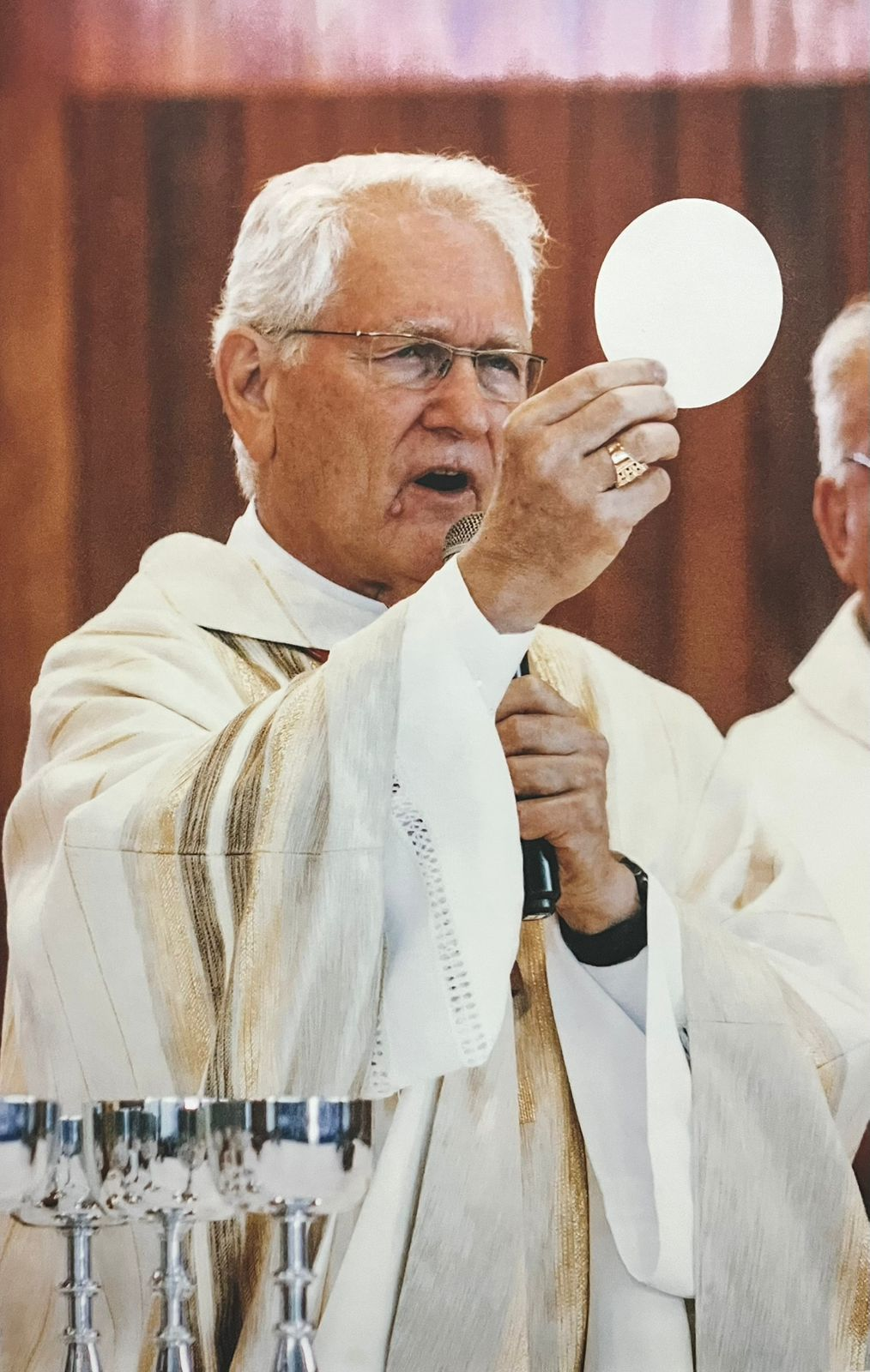
Dom Leonardo em sua primeira missa enquanto Cardeal em Forquilhinha.

- Dom Leonardo em sua primeira missa enquanto Cardeal em Forquilhinha.Zilda Arns Neumann - Foi uma médica pediatra e defensora dos direitos das crianças no Brasil. Fundadora da Pastoral da Criança, ela dedicou sua vida ao combate à desnutrição infantil e à promoção da saúde de gestantes e crianças em situação de vulnerabilidade social. Seu trabalho impactou milhares de famílias em todo o Brasil e além, com programas de saúde baseados em voluntários comunitários. Zilda foi reconhecida mundialmente pelo seu compromisso humanitário, até sua morte trágica no terremoto do Haiti em 2010.
- Dom Frei Paulo Evaristo Cardeal Arns - Cardeal Arcebispo-Emérito de São Paulo. Reconhecido por sua intensa atuação em defesa dos direitos humanos e contra a ditadura militar no Brasil. Se tornou arcebispo de São Paulo em 1970, e sua liderança foi marcada por uma postura corajosa na defesa dos perseguidos políticos e das vítimas de tortura. Dom Paulo foi um dos organizadores do projeto "Brasil: Nunca Mais", que documentou os abusos do regime militar, e fundou a Comissão Justiça e Paz de São Paulo, promovendo a justiça social.
- Dom Frei Leonardo Ulrich Cardeal Steiner - Cardeal e Arcebispo de Manaus. Dom Leonardo sempre foi um defensor dos direitos humanos e tem se destacado especialmente pela luta pelos direitos dos povos indígenas e pela preservação da Amazônia. Sua nomeação como arcebispo de Manaus, em 2019, reforçou seu compromisso com a região e com as questões sociais que afetam as comunidades locais. Além de sua atuação religiosa, Dom Leonardo é conhecido por sua dedicação à justiça social e ao diálogo intercultural.

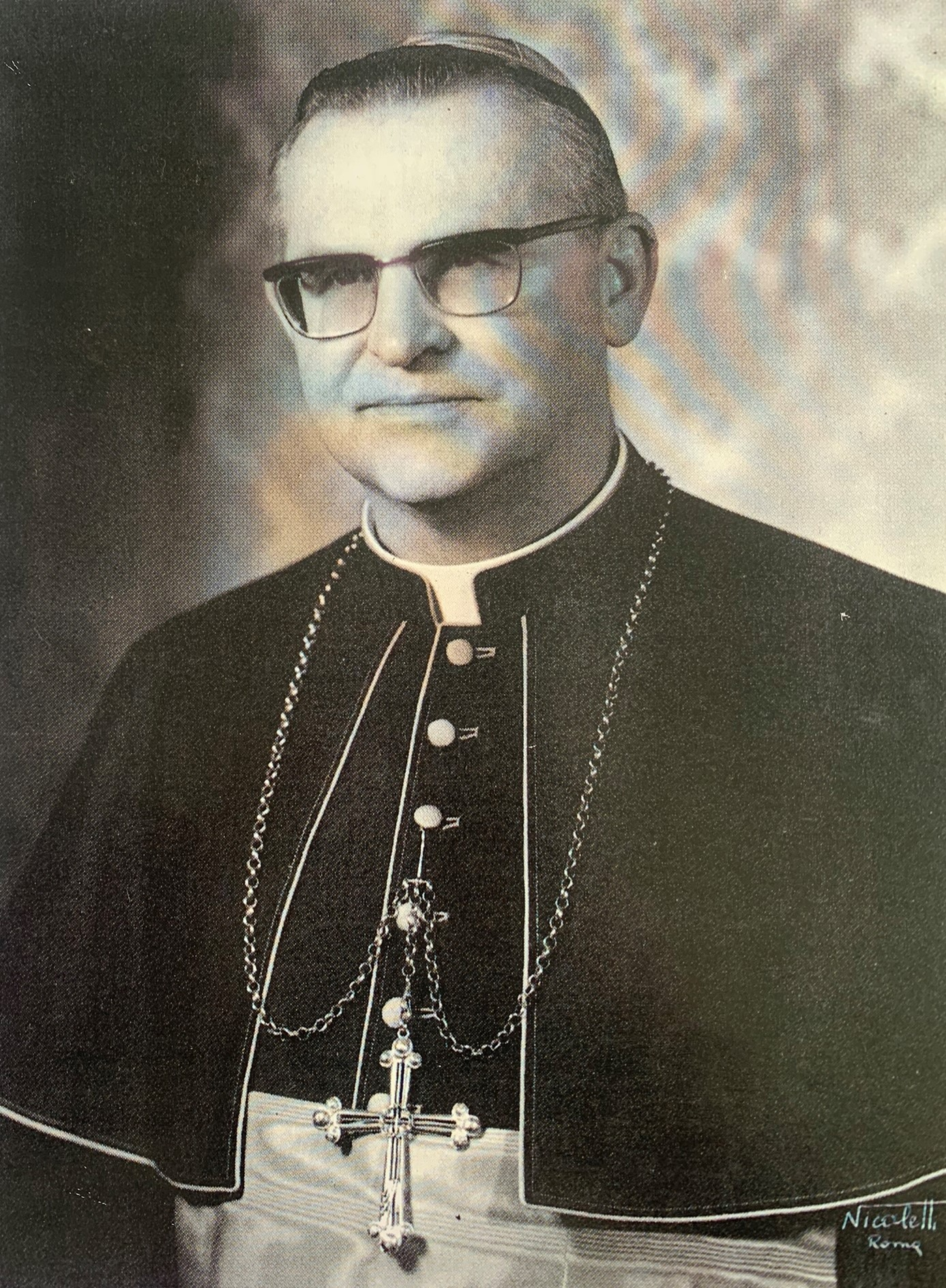
Cardeal Dom Paulo Evaristo Arns.

- Cardeal Dom Paulo Evaristo Arns.Dom Ângelo Ademir Mezzari - Bispo da Arquidiocese de São Paulo. É o atual arcebispo de Vitória, nomeado pelo Papa Francisco em dezembro de 2024. É membro da Congregação dos Rogacionistas. Ao longo de sua trajetória, foi formador, superior provincial e também superior geral da congregação. Atuou como bispo auxiliar de São Paulo e presidiu a Comissão para os Ministérios Ordenados da CNBB. Conhecido por seu trabalho na pastoral vocacional e na formação teológica, Dom Ângelo tomou posse em Vitória em fevereiro de 2025, dando continuidade ao compromisso com a evangelização e com as comunidades locais.
- Volney Berkenbrock - Padre e escritor. Grande nome no campo da teologia, é sacerdote franciscano e professor brasileiro. Doutor em Teologia pela Universidade de Bonn, na Alemanha, ele se destaca por seus estudos sobre religiões afro-brasileiras e pelo incentivo ao diálogo inter-religioso. Autor de diversas obras, Volney é conhecido por sua dedicação ao ensino e à pesquisa sobre a diversidade religiosa no Brasil, sendo atualmente professor na Universidade Federal de Juiz de Fora (UFJF).

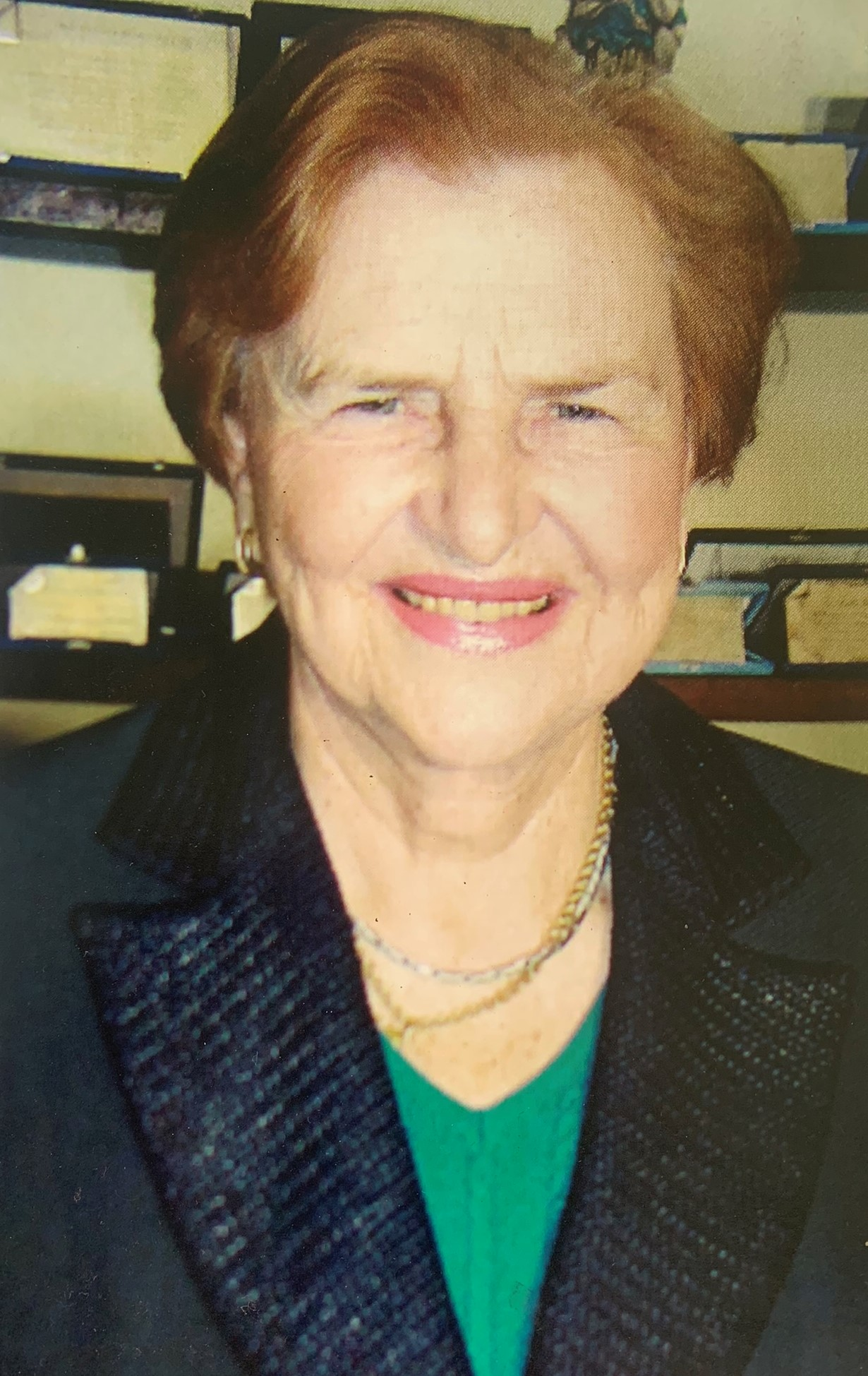
Dra. Zilda Arns Neumann.

- Dra. Zilda Arns Neumann.MC Pipokinha - É uma cantora e influenciadora brasileira conhecida por seu estilo ousado no funk e pelas apresentações polêmicas. Nascida em Santa Catarina e criada em um ambiente religioso rigoroso, ela enfrentou uma trajetória de superação até conquistar fama nacional. Sua carreira ganhou destaque a partir de 2020, com músicas de letras explícitas e uma persona artística que exalta a liberdade sexual e a independência feminina. Embora elogiada por parte do público por sua autenticidade, também coleciona críticas e controvérsias, tornando-se uma das figuras mais debatidas do funk atual.
- Douglas dos Santos - Jogador de futebol. Atuava como meio-campista e ficou conhecido por sua técnica refinada, criatividade e visão de jogo. Teve passagens marcantes por clubes como Criciúma, Corinthians, Grêmio e Vasco da Gama. No Corinthians, participou da conquista da Libertadores e do Mundial de Clubes em 2012. Pelo Grêmio, foi campeão da Copa do Brasil e da Libertadores. Após se aposentar em 2020, Douglas passou a atuar como comentarista esportivo. É lembrado como um dos meias mais talentosos de sua geração.